# Denis Tahirović
Denis Tahirović (* 16. Juli 1985) ist ein kroatischer Fußballspieler.

## Karriere
Tahirović begann seine Profikarriere im Januar 2007, als er in den Kader der zweiten Mannschaft des FC Schalke 04 berufen wurde. Davor hat er dort als Jugendtrainer gearbeitet. Zur Saison 2007/08 wechselte er zum NK Primorje, wo er zu zehn Einsätzen in der Slovenska Nogometna Liga kam und einen Treffer erzielte. In der Rückrunde der Saison 2007/08 spielte er für den kroatischen Verein NK Virovitica, den er jedoch nach einem halben Jahr wieder verließ, um zum Barcsi SC zu wechseln. Diesen Verein verließ er im Sommer 2009 wieder, um in der Saison 2009/10 für die bosnischen Vereine FK Sloboda Tuzla und NK Gradina Srebrenik zu spielen.
Er kehrte später nach Deutschland zurück um wieder im Amateurbereich als Trainer zu arbeiten. Zunächst war er von 2011 bis 2013 A-Jugend-Trainer bei der SG Wattenscheid 09. Danach übernahm er für zwei Jahre den Posten des Co-Trainers beim Regionalligisten FC Kray. Im April 2016 wurde er Co-Trainer von Michael Lorenz bei der SSVg Velbert, mit dem er schon in Kray zusammengearbeitet hatte.
Im September 2016 wurde Tahirović Cheftrainer des Landesligisten FSV Duisburg.